# Off-White
Off-White (стилизовано как Off-White™ или OFF-WHITE c/o VIRGIL ABLOH™) — итальянский бренд уличной одежды премиум-класса. Компания преимущественно специализируется на создании уличной одежды с сезонной периодичностью.
Бренд был основан американским дизайнером Вирджилом Абло в Милане (Италия) в 2012 году.
На данный момент в мире открыто 24 монобрендовых магазина. Кроме того, одежда продаётся в таких известных универмагах как Barneys, Selfridges, Harrods, Le Bon Marché ЦУМ в Москве и ДЛТ в Санкт-Петербурге. Но после начала полномасштабной войны против Украины , этот бренд ушел с рынка России.

## История
Организация была основана диджеем, креативным директором и бизнесменом Вирджилом Абло в Милане в 2012 году. Изначально Абло назвал свою компанию «PYREX VISION» и пытался делать самодельные коллаборации с вещами таких брендов как Champion и Ralph Lauren, но столкнулся с негативной реакцией общественности — он наносил на классическое поло свои принты и продавал его за 550$ вместо 69$. В ответ на это Абло в 2013 году создает бренд под названием Off-White и продолжает так же добавлять геометрические принты уже на собственную одежду.
В 2014-м году Off-White попадает в финал престижной премии для молодых дизайнеров LVHM.
В конце 2017 года Off-White попал в тройку самых популярных брендов одежды в мире по версии рейтинга Business of Fashion.
В 2019-м году владелец онлайн-ритейлера Farfetch приобретает New Guards Group, которая владеет брендом Off-White за 625 млн долларов. С Farfetch был связан и один из скандалов в истории бренда — во время пандемии COVID-19 на данном сайте были представлены дизайнерские защитные маски Off-White по цене от 500 до 1000 долларов, в то время как на менее популярных сайтах эти же маски стоили 70 долларов. После негативных комментариев от пользователей и внимания СМИ данные маски сняли с продажи.
В мае 2020 года международная платформа по поиску модных товаров Lyst опубликовала рейтинг самых популярных модных брендов за первый квартал 2020 года. За основу были взяты покупки более 9 млн покупателей в 12 тысячах онлайн-магазинах по всему миру, которые были совершены в течение месяца. Первое место в рейтинге досталось бренду Off-White чьей популярность в начале года поспособствовали коллаборации с Evian и выпуск очередной модели кроссовок совместно с Nike.
Одежду бренда носят такие знаменитости как Рианна, Бейонсе, Jay-Z, Канье Уэст, Дрейк, Джастин Бибер, A$AP Rocky, Марк Редмер, Трэвис Скотт, Кайли Дженнер, Джиджи, Белла Хадид.

## Сотрудничество
При создании одежды бренд сотрудничал с такими компаниями, как Nike, Levi’s, Jimmy Choo, IKEA, Browns, Warby Parker, SSENSE, Louis Vuitton, Sunglass Hut, Dr. Martens, Champion, Converse, Umbro и Timberland.